# 莱格罗尔日
莱格罗尔日（法語：Les Graulges，法語發音：[le ɡʁolʒ]）是法国多尔多涅省的一个旧市镇，属于农特龙区。2017年，莱格罗尔日与临近的8个市镇合并为新市镇佩里戈尔地区马勒伊。

## 地理
莱格罗尔日（45°29'43"N, 0°26'31"E）面积4.13 平方千米，位于法国新阿基坦大区多爾多涅省，该省份为法国西南部内陆省份，是法國本土面积第三大的省，大致对应佩里戈尔地区，北起顺时针与夏朗德省、上维埃纳省、科雷兹省、洛特省、洛特-加龙省、吉倫特省和滨海夏朗德省接壤。
莱格罗尔日的时区为UTC+01:00、UTC+02:00（夏令时）。

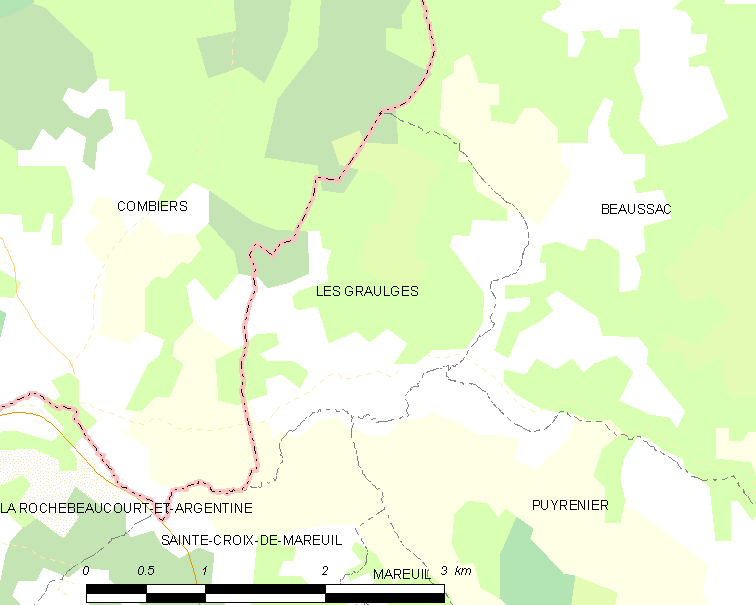
莱格罗尔日的OSM定位图

## 行政
莱格罗尔日的邮政编码为24340，INSEE市镇编码为24203。

## 政治
莱格罗尔日所属的省级选区为佩里戈尔地区布朗托姆县。

## 人口

1962-2008年间莱格罗尔日人口变化图示

莱格罗尔日于2018年1月1日时的人口数量为59人。